# Pupčana vrpca
Pupčana vrpca, pupkovina, pupkov tračak ili pupčanik (lat. funiculus umbilicalis) jeste kardiovaskularni tračak koji povezuje plod s posteljicom. Tokom prenatalnog razvoja, pupčana vrpca je fiziološki i genetički dio fetusa i (kod čovjeka) obično sadrži dvije arterije (pupčane arterije) i jednu venu (pupčana vena), koje su uložene u Vartonovu sluz. Pupčana vena opskrbljuje plod oksigenovanom, hranljivim tvarima bogatom krvlju iz posteljice. Obrnuto, fetalno srce pumpa deoksigenovanu krv, koja se kroz pupčane arterije vraća nazad u posteljicu.
Krv iz pupkovine je bogat i dostupan izvor primitivnih, nediferenciranih matičnih ćelija (CD34-pozitivne i CD38-negativne). Ove ćelije se koriste za liječenje različitih hematoloških bolesti, kao što su leukemija i limfom.

## Fiziologija

### Razvoj i sastav
Pupčana vrpca se razvija iz vanembrionog mezoderma u koji uraste alantois i priključi mu se ostatak žumanjčane vreće. Oblikuje se u petoj nedjelji gestacije, nadomještajući žumanjčanu vreću kao izvor hranljivih tvari potrebnih embriju.  Nije direktno povezana s majčinim krvožilnim sistemom, nego s istime komunicira preko posteljice, koja prenosi tvari iz majčinog u fetalni krvotok i obrnuto, ne dopuštajući miješanje krvi. Dužina pupčane vrpce otprilike je jednaka udaljenosti CRL tokom trudnoće. Kod novorođenčeta je obično duga 50—60 centimetara, a prečnik joj je otprilike 1—2 centimetra. Pupčana arterija ima dva glavna sloja: spoljašnji sloj koji se sastoji od kružno poredanih ćelija glatkog mišićnog tkiva i unutrašnji sloj nepravilno i labavo poređanih stanica ugrađenih u obilnu želatinoznu supstancu. Glatke mišićne ćelije su slabo diferencirane i sadrže samo nekoliko sićušnih miofilamenata i zato vjerovatno ne doprinose aktivno postnatalnom zatvaranju.
Pupčana vrpca sadrži Vartonovu sluz, želatinastu tvar koja štiti pupčane žile u unutrašnjosti i uglavnom je sastavljena od mukopolisaharida. Sadrži jednu venu, koja nosi oksigenovanu krv bogatu hranljivim tvarima do fetusa, i dvije arterije, kojima teče deoksigenovana krv. Ponekad u pupčanoj vrpci znaju biti prisutne samo dvije krvne žile (jedna vena i jedna arterija), što može, ali i ne mora, da bude znak abnormalnosti fetusa.
Obično venama teče deoksigenovana krv, a arterijama deoksigenovana (jedini izuzeci su plućne vene i plućne arterije, koje povezuju pluća sa srcem). Međutim, pupčana vena i arterije nose ove nazive zato što pupčana vena nosi krv prema fetalnom srcu, dok pupčane arterije odnose krv.
Protok krvi kroz pupčanu vrpcu iznosi približno 35 mL/min u 20. nedjelji i 240 mL/min u 40. nedjelji trudnoće.

### Povezanost s fetalnim krvotokom
Pupčana vrpca ulazi u plod preko abdomena, u tački u kojoj će nakon odvajanja nastati pupak. Unutar ploda pupčana vena ide dalje prema jetrenim vratima (porta hepatis), gdje se grana na dva ogranka. Jedan od tih ogranaka se spaja s vena portae hepatis, koja nosi krv u jetru. Drugi ogranak (poznat kao ductus venosus) zaobilazi jetru i ulijeva se u donju šuplju venu, koja nosi krv prema srcu. Dvije plućne arterije granaju se iz unutrašnje ilijačne arterije i odlaze s obje strane mokraćnog mjehura u pupčanu vrpcu, da bi na kraju otišle u posteljicu.

## Stezanje i rezanje
Pupčana vrpca se može prerezati u različitim trenucima; međutim, pokazalo se najboljim prerezati pupkovinu barem minutu nakon rođenja zato što se u suprotnome ugrožava zdravlje novorođenčeta. Nakon stezanja slijedi rezanje vrpce, koje je bezbolno jer nema živaca. Pupčana vrpca je vrlo tvrda, pa njeno rezanje zahtijeva upotrebu naročito oštrog instrumenta. Rezanje se može odgoditi do trenutka kad pupkovina prestane pulsirati (5—20 minuta nakon rođenja), kada nema značajnog gubitka ni venske ni arterijske krvi pri sječenju. Prema Američkom udruženju ginekologa i opstetričara, trenutni dokazi niti podržavaju niti zabranjuju kasno rezanje pupčane vrpce. Patrljak pupčane vrpce prisutan je 10 dana, kada se potpuno osuši i otpada.

## Galerija
- Šematski prikaz kasnog stadijuma razvoja pupčane vrpce
- Plod u materici star 5—6 mjeseci
- Šematski prikaz posteljičnog krvotoka
- Novorođenče s neprerezanom pupčanom vrpcom
- Pupčani patrljak novorođenčeta starog nedjelju dana
- Ostatak pupčanika nakon odvajanja deteta